# Eike Batista
Eike Fuhrken Batista da Silva (Governador Valadares, 3 de novembro de 1956) é um empresário teuto-brasileiro, que fez fortuna na exploração de mineração, petróleo, gás, logística, energia, indústria naval e carvão mineral.
É fundador e presidente do grupo EBX. De acordo com a Forbes, sua fortuna em 2012 era estimada em 30 bilhões de dólares. Em janeiro de 2017 foi preso em um desdobramento da Operação Lava Jato, e em fevereiro do mesmo ano, tornou-se réu pelos crimes de corrupção e lavagem de dinheiro. Eike Batista fez um acordo de colaboração junto ao Ministério Público Federal, o qual foi homologado pelo Supremo Tribunal Federal em 3 de novembro de 2020. O empresário tem aceitado as consequências legais que lhe são impostas e voltou a circular no meio empresarial brasileiro, principalmente nos setores de fertilizantes, nanotecnologia, infraestrutura e energia de baixo custo.

## Biografia
Eike é um dos sete filhos de Jutta Fuhrken e de Eliezer Batista da Silva, que foi Presidente da Companhia Vale do Rio Doce por duas vezes, a primeira vez de 1961 a 1964 e a segunda de 1979 a 1986, e ex-ministro de Minas e Energia.
A mãe nasceu em Hamburgo, Alemanha e, com ela, Eike afirma ter aprendido a ter autoestima e disciplina, atributos fundamentais para sua formação de empreendedor.  Depois de passar a infância no Brasil, foi morar, no início da adolescência, em Genebra (Suíça), Dusseldórfia (Alemanha) e Bruxelas (Bélgica), acompanhando a família, que se mudou para a Europa por causa da carreira profissional do pai. Em 1974, iniciou o curso de Engenharia Metalúrgica na Universidade Técnica de Aachen, na Alemanha, mas nunca o concluiu.  Aos 18 anos, quando seus pais voltaram ao Brasil, começou a vender apólices de seguro de porta em porta na cidade para garantir sua renda pessoal e manter-se de forma independente no exterior. Em entrevistas, Batista costuma afirmar que o estresse e o aprendizado adquiridos com essa experiência foram decisivos para sua formação.
De volta ao Brasil, no início dos anos 1980, passou a se dedicar ao comércio de ouro e diamantes. Fluente em cinco idiomas, foi intermediário entre produtores da Amazônia e compradores de grandes centros do Brasil e da Europa.  Com apenas 21 anos, montou uma empresa de compra e venda de ouro, chamada Autram Aurem, que já tinha o sol inca como símbolo, marca registrada de suas empresas.[carece de fontes?] Em um ano e meio, acumulou 6 milhões de dólares com a comercialização de ouro. Implementou a primeira planta aurífera aluvial mecanizada na Amazônia, criando o próprio grupo.  Aos 29 anos, tornou-se o principal executivo da TVX Gold, empresa listada na Bolsa do Toronto, Canadá, o que marcou o início do seu relacionamento com o mercado de capitais global. De 1980 a 2000, criou 20 bilhões de dólares em valor com a operação de oito minas de ouro no Brasil e Canadá e uma mina de prata no Chile.  Entre 1991 e 1996, o valor de sua empresa mais que triplicou. Um projeto na Grécia, contudo, causou perdas na companhia, como resultado da recusa do governo grego de licenciar a mina. Em 2001, a TVX Gold acabou sendo comprada pela Kinross Gold Corp. por 875 milhões de dólares canadenses.[carece de fontes?]
Eike gosta de correr, de nadar e de lanchas desportivas.  No início dos anos 1990, foi campeão brasileiro, americano e mundial na categoria Super Powerboat Offshore. Em 2006, completou as 220 milhas náuticas entre Santos e Rio de Janeiro em 3h01m47s e bateu o recorde da travessia a bordo da máquina Spirit of Brasil.
O empreendedor é pai de dois filhos: Thor e Olin, fruto do casamento, que terminou em 2004, com a atriz e modelo Luma de Oliveira. Eike namora a empresária e advogada Flávia Sampaio, que esteve à frente da Beaux, centro de saúde e beleza do Grupo EBX na Barra da Tijuca, que encerrou suas operações em fevereiro de 2012.
Eike mantém uma vida digital atualizada. Possui um sítio pessoal com artigos, vídeos e notícias sobre suas empresas. O canal digital que Batista elegeu para ser seu principal meio de comunicação pessoal é o Twitter. Seu perfil tem mais de 1,2 milhões de seguidores, que repercutem suas mensagens e conversam com ele. Em 2011, Eike lançou o livro O X da Questão, que conta sua trajetória no mundo dos negócios e dá dicas de empreendedorismo.
A revista Veja apontou o empreendedor como fonte de inspiração para a nova leva de milionários brasileiros. "Está florescendo um novo capitalismo no Brasil, formado por empreendedores que se orgulham do próprio sucesso e não têm vergonha de mostrar o dinheiro que têm. É exatamente esse discurso que venho repetindo há anos, desde que comecei a levar minhas empresas à bolsa, mesmo sendo visto com desconfiança para alguns. Se ganhei dinheiro com meu trabalho, porque não falar sobre isso abertamente?", afirmou Batista em entrevista.
Reportagem da Veja Rio revelou como o empresário adotava na filantropia a mesma atitude que usa para empreender e realizar.  São iniciativas que promovem o desenvolvimento social, a diversidade cultural e o equilíbrio ambiental. Desde 2006, as doações realizadas pelo empreendedor já somam cerca de 253 milhões de reais.  Em 2011, foram 91 milhões de reais.  "Não quero ser apenas o homem mais rico do Brasil, quero ser também o mais generoso", diz o empresário à revista. A revista cita iniciativas como o apoio aos parques nacionais dos Lençóis Maranhenses, Marinho de Fernando de Noronha e do Pantanal Mato-grossense, o patrocínio a oito filmes do cinema nacional e a doação de recursos para conclusão do Hospital Pro Criança, no Rio.[carece de fontes?]
Em 2022, Eike se tornou coach.

## Empreendedorismo
Eike Batista é presidente do Grupo EBX, um conglomerado formado por seis companhias listadas no Novo Mercado da Bovespa na cidade de São Paulo, segmento com os mais elevados padrões de governança corporativa.
Em 2012, Batista teve sua fortuna ampliada para 30 bilhões de dólares, ficando na 6.ª posição de pessoa mais rica do mundo.
Em entrevista ao programa Fantástico, da Rede Globo, e Conta Corrente, da GloboNews, o empreendedor diz que cria riquezas do zero e que “empreender é identificar riquezas”.
Em julho de 2012, foi eleito o 21.º maior brasileiro de todos os tempos, no concurso realizado pelo SBT.
Eike Batista desenvolveu em suas empresas o chamado “processo de empreender”, que permite identificar os vários processos que precisam ser executados simultaneamente em cada empreendimento para que se obtenha sucesso: a "Visão 360º". Trata-se de um quadro esquematizado com nove áreas/tipos de engenharia: engenharia de pessoas, financeira, jurídica, política, logística, ambiental e social, de marketing, de saúde e de segurança, além da própria engenharia comum (a engenharia da engenharia).[carece de fontes?]

### Empresas
| Grupo EBX                 | OGX (petróleo)           | MPX (energia)                  |
| MMX (mineração)           | LLX (logística), vendida | OSX (indústria naval offshore) |
| CCX (mineração de carvão) | REX                      | AUX                            |
| IMX                       | NRX-Newrest              | Gloria Palace Hotel            |
| Marina da Glória          | JPX (automóveis)         | Mr Lam                         |
| Pink Fleet                | RJX                      | SIX                            |

As empresas que fazem parte do grupo são: OGX (óleo e gás), MPX (energia),  LLX (logística), MMX (mineração), OSX (indústria naval offshore) e CCX (carvão mineral).
O nome do grupo leva as iniciais de Eike Batista (EB) acrescidas de um X, que simboliza o potencial de gerar e multiplicar riquezas e o acompanha desde a década de 80, quando Eike, aos 29 anos, se tornou acionista maioritário, chairman e CEO da TVX Gold, empresa listada na bolsa do Canadá (TSX). A utilização de siglas compostas de três letras, sempre finalizadas pela letra X tem uma explicação dada pelo próprio Eike: "O X representa a multiplicação, acelera a criação da riqueza".
O Grupo EBX, que já produz minério de ferro em Minas Gerais e no Mato Grosso do Sul e colocou em operação a primeira usina solar em escala comercial do País, investe U$S 15,5 bilhões entre 2011 e 2012 no Brasil.  20 mil pessoas trabalham na operação e construção dos empreendimentos do grupo, entre eles o Superporto do Açu, da LLX, em São João da Barra (RJ); o Superporto Sudeste, da MMX, em Itaguaí (RJ); as usinas termoelétricas da MPX em Itaqui (MA) e Pecém (CE) e a usina de energia solar de Tauá (CE); além da campanha exploratória da OGX nas bacias de Campos (RJ), Santos (SP) e Parnaíba (PI), e investimento em mineração de ouro, prata e cobre, por meio da AUX.
Em março de 2012, a Mubadala Development Company (Mubadala), empresa de desenvolvimento e investimento estratégico de Abu-Dhabi, nos Emirados Árabes, e Eike Batista, fundador do Grupo EBX, anunciaram a assinatura de uma parceria estratégica. Conforme os temos do acordo, a Mubadala fará um investimento inicial de US$ 2 bilhões. O investimento da Mubadala está estruturado de forma a garantir uma participação de 5,63% na EBX, incluindo participação indireta tanto nas suas empresas de capital aberto como também nas de capital fechado.
O grupo de Eike Batista tem sede no Rio de Janeiro, atua em nove estados e possui escritórios em Nova York (EUA), Colômbia e Chile.
Além das áreas de infraestrutura e exploração de recursos naturais, o grupo do empresário Eike Batista investe ainda nos segmentos imobiliário (REX), de entretenimento (IMX), tecnologia (SIX) e catering (NRX). Na cidade do Rio, a EBX desenvolve iniciativas nas áreas de esporte, entretenimento, gastronomia, saúde e beleza
Pelas iniciativas realizadas no Rio de Janeiro, Batista foi reconhecido como empreendedor de 2011 e personalidade do ano, pelo Grupo de Líderes Empresariais (Lide Rio), Agência de Promoção de Investimentos do Rio de Janeiro (Rio Negócios) e Ademi (Associação de Dirigentes de Empresas do Mercado Imobiliário).
Desde o começo dos anos 2000, esforçou‐se principalmente nas áreas de recursos naturais e infraestrutura. De 2004 a 2010 criou, estruturou e abriu o capital das empresas MMX (mineração), MPX (energia), OGX (petróleo), LLX (logística), OSX (indústria offshore) e CCX (carvão mineral).

### MMX
A MMX é a companhia de mineração do Grupo EBX. Criada em 2005, a companhia tem dois sistemas em plena operação: Sudeste (MG) e Corumbá (MS). Constrói no município de Itaguaí (RJ) o Superporto Sudeste – terminal portuário privativo de uso misto, dedicado exclusivamente à movimentação de minério de ferro.

### MPX
A MPX, companhia de energia presente no Brasil, Chile e Colômbia, tem negócios complementares em geração elétrica, mineração de carvão e exploração e produção de gás natural. Em agosto de 2011, a companhia inaugurou a primeira usina de energia solar em escala comercial do país, em Tauá, no Ceará.

### OGX
A OGX é a empresa do Grupo EBX que atua no setor de exploração e produção de óleo e gás natural. A companhia é responsável pela maior campanha exploratória privada em curso no Brasil. Em 31 de janeiro de 2012, a OGX anunciou a produção do seu primeiro óleo, marcando também o início da produção de um novo campo. O poço produtor foi batizado de Waimea e fica nas águas rasas da bacia de Campos.
A OGX é a primeira empresa privada nacional a operar em plataforma offshore brasileira. Até o final de 2012, quando três poços estiverem em operação, está prevista a extração de aproximadamente 50 mil barris por dia, o que colocaria a empresa como a quinta maior do setor no Brasil, atrás de Petrobras, Chevron, Shell e Statoil.
Em 30 de outubro de 2013, a OGX ajuizou pedido de recuperação judicial, em função de sua situação financeira.

### LLX
A LLX, empresa de logística do Grupo EBX, tem principal atuação na construção do Superporto do Açu, no Estado do Rio de Janeiro, maior empreendimento porto-indústria da América Latina.

### OSX
A OSX, companhia do grupo que atua na área de indústria naval offshore, trabalha na construção do maior estaleiro das Américas no complexo industrial do Superporto do Açu. A companhia também presta serviços para a indústria naval offshore de petróleo e gás natural.

### CCX
A CCX é a companhia que desenvolve projeto integrado de mineração de carvão do Grupo EBX. Surgiu a partir da cisão dos ativos de carvão mineral da MPX na Colômbia.

### JPX
A JPX do Brasil Ltda. foi uma empresa criada em 1992 pelo empresário Eike Batista com o objetivo de produzir no Brasil um jipe apto às atividades de mineração do seu conglomerado industrial e que também pudesse atender ao mercado nacional de veículos utilitários.
A fábrica da JPX do Brasil foi definitivamente fechada em 2002 após um longo período de inatividade. Segundo fontes ligadas à antiga fábrica, Eike Batista teria perdido o interesse pelo empreendimento em face dos prejuízos financeiros que se acumulavam. Ao contrário de muitos boatos que correram na época ela não faliu e tampouco teve problemas financeiros ou dívidas inadimplidas. Existiram sim problemas de imagem advindos dos problemas com os veículos e da postura pouco profissional da fábrica e de concessionários no atendimento aos clientes. Problemas de gestão na direção da fábrica também contribuíram para o desgosto de Eike Batista e para sua decisão final de encerrar o empreendimento. Estima-se que o prejuízo absorvido pelo empresário Eike Batista com a JPX do Brasil tenha superado os 40 milhões de dólares.

## Classificações
No início de setembro de 2011, a revista Bloomberg Markets divulgou a lista das 50 pessoas mais influentes para as finanças globais, e o presidente do Grupo EBX foi o único brasileiro citado. Eike Batista aparece na categoria “empreendedores inovadores”, como um dos dez empresários da classificação mundial.
Com patrimônio avaliado em 30 bilhões de reais, Eike Batista subiu uma posição na classificação de fortunas da Forbes, passando para a 7.ª colocação em 2012, o primeiro colocado sul-americano.
Em janeiro de 2012, a revista IstoÉ o escolheu como uma das 100 pessoas mais influentes do mundo na categoria Ousados, ao lado de personalidades da política, economia e entretenimento.
Pelo 5.º ano consecutivo, em 2012, a Revista Época o citou como um dos 100 brasileiros mais influentes do ano. Ele também esteve na lista dos 100 mais influentes de 2010 da Revista Istoé e, em 2011, foi destaque como um dos principais líderes mobilizadores e revolucionários no mundo dos negócios nacionais e internacionais, na lista de mil CEOs da revista Dinheiro. Em pesquisa com mais de mil empresários, a revista Carta Capital elegeu Eike o "Líder mais admirado no Brasil", que levou em consideração critérios como responsabilidade social, ética, respeito pelo consumidor e qualidade de produtos e serviços.  Com patrimônio avaliado em 30 bilhões de reais, a Forbes o listou em 2011 como a 8.ª pessoa mais rica do mundo, sendo o primeiro entre os sul-americanos e lusófonos.  A Folha de S.Paulo destacou Eike como exemplo de empreendedor com fortuna chamada "self-made", ou seja, adquirida por esforço próprio (e não por herança).
Em março de 2008, o brasileiro mais bem colocado na lista da revista Forbes era Antônio Ermírio de Morais, na 77.ª posição com um patrimônio familiar de dez bilhões de dólares. Outros 17 brasileiros, dentre eles Eike Batista (que declarara em 2008 que pretendia se tornar o homem mais rico do mundo em cinco anos), apareciam na lista. Em 2008, Batista tinha uma fortuna estimada em 6,6 bilhões de dólares e ocupava a posição de n.º 142 na lista dos homens mais ricos do mundo. Em 2009, o empresário passou para a posição n.º 61, sendo considerado o homem mais rico do Brasil. Além do tamanho da fortuna, impressiona a velocidade com que Batista aumentou seu patrimônio e criou empresas. De 2004 a 2010, ele criou, estruturou e abriu o capital das empresas MMX (mineração), MPX (energia), OGX (petróleo), LLX (logística) e OSX (indústria offshore).
Parte de seu sucesso é atribuído à experiência adquirida ao longo de três décadas de atividades no Brasil e no mundo, com o desenvolvimento de negócios globais, capacidade para “gerar riquezas a partir do zero” e disciplina.
Desde a década de 1980, Batista criou e colocou em operação oito minas de ouro no Brasil e Canadá (Amapari, Casa Berardi, Crixás, Musselwhite, New Britania, Novo Astro, Novo Planeta e Paracatu), uma mina de prata no Chile (La Coipa), além de três minas de ferro no Brasil (Mina 63, Tico-tico e Ipê). O sucesso do empresário também pode ser creditado à capacidade de formar parcerias e de contratar grandes executivos do mercado, convencidos a trabalhar com o empreendedor em troca de generosas participações no capital das empresas.
Em novembro de 2012, perdeu o título de pessoa mais rica do Brasil para Jorge Paulo Lemann, investidor da Anheuser-Busch InBev. Em 7 de dezembro, recuperou o posto e esteve em terceiro lugar, atrás de Lemann e de Dirce Camargo, herdeira do setor de construção civil. O patrimônio de Batista estava avaliado em 12,7 bilhões de dólares, segundo a classificação da Bloomberg.
Em fevereiro de 2013, a revista “Pequenas Empresas & Grandes Negócios (PEGN)”, da Editora Globo, divulgou pesquisa que elegeu Batista como o empresário mais admirado. Em parceria com a Fundação Nacional de Qualidade (FNQ), ouviram-se mais de 3 mil donos de negócios, para traçar um perfil dos empreendedores brasileiros.

## Controvérsias
Em 2008, Eike foi alvo de investigação de uma operação da Polícia Federal que recebeu o nome Toque de Midas. Segundo a Polícia, Eike foi "mentor intelectual" de fraude em licitação.
Em 13 de setembro de 2014, o Ministério Público Federal denunciou Eike pelos crimes de manipulação de mercado e uso indevido de informação privilegiada.
Em março de 2015, foi condenado em quatro processos pela Comissão de Valores Mobiliários (CVM), envolvendo MPX, LLX, CCX e OGX, e terá de pagar um total de 1,4 milhão de reais em multas.
Em 23 de setembro de 2015 a OSX, do grupo EBX, foi citada pelo Eduardo Vaz, delator da operação, como envolvida no escândalo da Petrobras, investigada pela Operação Lava Jato.
Em 13 de junho de 2017 foi multado pela Comissão de Valores Mobiliários (CVM) em 21 milhões de reais em uma decisão do colegiado da autarquia por uso de insider trading. A decisão cabe recurso.

## Decadência
Em julho de 2013, segundo o ranking da Bloomberg, a fortuna de Batista diminuiu para 200 milhões de dólares. Assim, perdeu mais de 99 por cento de seus ativos em um ano.
Em 2014, seu patrimônio foi reduzido, segundo suas contas, a 1 bilhão de dólares negativo.
Em fevereiro de 2015, os bens de Eike Batista e familiares, como a ex-mulher, foram bloqueados. Em fevereiro a Polícia Federal (PF) apreendeu três carros de luxo na casa de Luma de Oliveira, ex-mulher do empresário. O empresário responde por seis crimes na Justiça Federal; no dia 11 de fevereiro os agentes apreenderam em sua casa de praia, em Angra dos Reis, no litoral sul fluminense, uma lancha, três motos aquáticas e um iate. A embarcação italiana, com capacidade para 20 pessoas, foi comprada em 2006 por cerca de 85 milhões de reais. Em janeiro de 2017, dois investidores internacionais conseguiram na Justiça de Cayman uma ordem global de bloqueio de 7 milhões de dólares.
Em 26 de Janeiro de 2017, tornou-se foragido da justiça brasileira e teve seu nome incluído na lista da Interpol, após ter o mandado de prisão preventiva decretada pela Justiça Federal do Rio de Janeiro no âmbito da Operação Lava Jato e o mesmo não ser cumprido por Batista não estar em território brasileiro. No dia 30 de Janeiro de 2017, Eike foi preso pela Polícia Federal ao desembarcar no Aeroporto Internacional do Galeão no Rio de Janeiro. Mesmo preso, em 2017, Eike Batista recupera uma pequena parte de sua fortuna, então avaliada em 200 milhões de dólares.
Eike Batista foi solto 03 meses após sua prisão ter sido decretada e decidiu então colaborar com as instituições nacionais, incluindo, mas não se limitando, ao Judiciário, Ministério Público e demais autoridades investigativas, o que ensejou um acordo de colaboração premiada, o qual foi homologado pelo Supremo Tribunal Federal em 3 de novembro de 2020. Após passar a limpo o seu passado e com grandes expectativas no futuro, o empresário pretende voltar a empreender no Brasil e nos projetos que estruturou ao longo dos últimos anos, envolvendo fertilizantes, nanotecnologia, infraestrutura e energia de baixo custo.

## Prisões e condenações

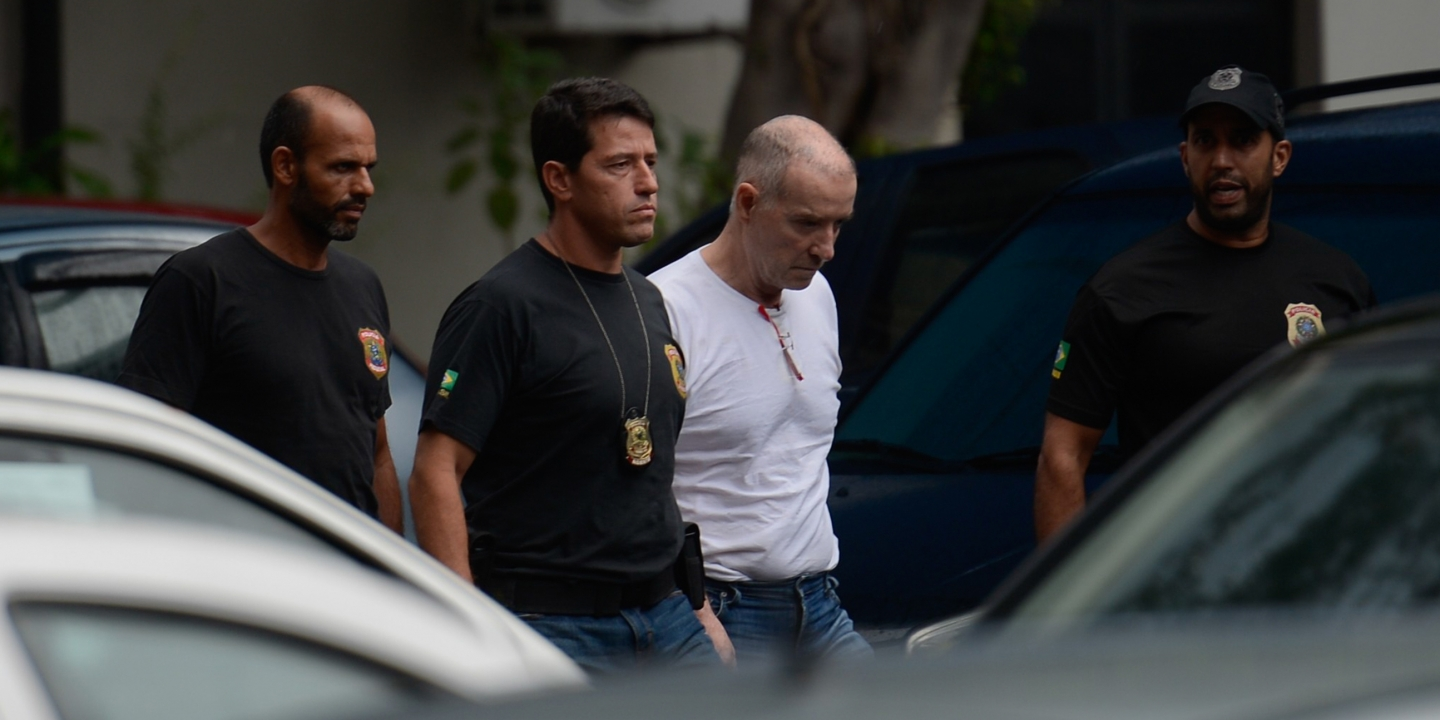
Eike Batista sendo escoltado de volta para a prisão após prestar depoimento

Em 26 de janeiro de 2017, Eike teve a prisão preventiva decretada pelo juiz Marcelo Bretas, da 7.ª Vara Federal do Rio, no âmbito da Operação Lava Jato por acusações de ter pago propina de 16,5 milhões de dólares para o ex-governador do Rio de Janeiro, Sérgio Cabral. De acordo com a Polícia Federal (PF) e o Ministério Público Federal (MPF) Eike teria pago a propina em 2010. No dia seguinte, foi considerado foragido. Três dias depois, entregou-se e foi preso pela Polícia Federal ao chegar ao aeroporto internacional do Rio (Galeão). Após triagem no Presídio Ary Franco, foi transferido para uma unidade do Complexo Penitenciário de Gericinó (Bangu 9).
Em 10 de fevereiro de 2017 foi denunciado pelo MPF. No mesmo dia tornou-se réu pelos crimes de corrupção e lavagem de dinheiro.
Em 28 de abril do mesmo ano, o ministro Gilmar Mendes, do Supremo Tribunal Federal (STF), concedeu habeas corpus ao empresário, que foi solto. Entretanto, dia 29, Eike Batista passou a cumprir prisão domiciliar, incluindo medidas cautelares como a vistoria da Polícia Federal em casa, sem aviso prévio, afastamento das empresas e entrega do passaporte. No total, foram nove determinações.
Em 8 de agosto de 2019, foi preso novamente, na Operação da Polícia Federal Segredo de Midas. A operação levou em conta delações de seis pessoas, sendo uma delas é o banqueiro Eduardo Plass, que já foi preso pela Lava Jato. Três dias depois, foi solto por um habeas corpus concedido pela desembargadora plantonista do TRF2, Simone Schreiber.
Em 30 de setembro de 2019, foi condenado a 8 anos e 7 meses de prisão por manipulação do mercado de ações com uso de informação privilegiada para obter vantagem na vendas das ações da OSX na Bolsa de Valores em 2013. A condenação é da 3º Vara Federal Criminal do Rio de Janeiro.
Em 11 de junho de 2020, foi condenado a 8 anos de reclusão pela manipulação no mercado de capitais com informações falsas em avisos sobre a OGX.

### Novos projetos e atuação no setor de criptomoedas
Após o cumprimento de sua pena, Eike Batista voltou a atrair atenção da mídia ao relatar ter passado por uma "super cana", expressão que utilizou para descrever seu período na prisão e o processo de reconstrução pessoal. Em 2025, foi divulgado que o empresário iniciou uma nova fase profissional com foco no setor de criptomoedas, incluindo o desenvolvimento de um token inspirado em sua trajetória. A iniciativa foi apresentada como uma tentativa de aliar inovação tecnológica à sua experiência no mercado de capitais, despertando curiosidade entre investidores e observadores do ecossistema cripto.